# 마쓰카와역
마쓰카와역(일본어: 松川駅)은 일본 후쿠시마현 후쿠시마시에 있는 동일본 여객철도 도호쿠 본선의 역이다. 단선 · 섬식의 형태를 합친 복합 구조의 지상역이다.

## 타는 곳
| 1     | ■ 도호쿠 본선 | (상행) | 고리야마 · 구로이소 방면          |
| 2 · 3 | ■ 도호쿠 본선 | (하행) | 시로이시 · 이와누마 · 센다이 방면 |

## 이용 현황
| 연도   | 하루 평균 승차 인원 |
| 2000년 | 1,364               |
| 2001년 | 1,324               |
| 2002년 | 1,293               |
| 2003년 | 1,281               |
| 2004년 | 1,267               |
| 2005년 | 1,201               |
| 2006년 | 1,192               |
| 2007년 | 1,159               |
| 2008년 | 1,168               |
| 2009년 | 1,146               |
| 2010년 | 1,170               |
| ------ | ------------------- |

## 역 주변
- 기타시바 전기 본사
- 국도 제4호선
- 미즈하라 강

## 인접 정차역
| 도호쿠 본선          | 도호쿠 본선   | 도호쿠 본선              |
| -------------------- | ------------- | ------------------------ |
| 아다치 구로이소 방면 | ■ 도호쿠 본선 | 가나야가와 후쿠시마 방면 |